# Холецистокинин
Холецистокининът е пептиден хормон, потискащ апетита, произвеждан в стомашно-чревния тракт на повечето животни.
Той стимулира жлъчния мехур да освобождава жлъчен сок в тънките черва, което помага за емулгирането и абсорбирането на мазнините, стимулира панкреаса да освобождава храносмилателни ензими като амилаза, липаза и трипсин, и регулира чревната перисталтика.
При хора с автоимунен полигландуларен синдром се наблюдава дефицит на холецистокинин.